# Victor Willems
Victor Willems (n. 16 aprilie 1877, Brussel, Comunitatea Francofonă din Belgia⁠(d), Belgia – d. 1920) a fost un scrimer ce a reprezentat Belgia, medaliat olimpic. A participat la 2 ediții ale Jocurilor Olimpice (1908, 1912) în care a câștigat o medalie de bronz.